# Huntsville City FC
El Huntsville City FC es un equipo de fútbol de la ciudad de Huntsville, Alabama, Estados Unidos. Fue fundado en 2022 y es el equipo reserva del Nashville SC de la MLS. Juega en la MLS Next Pro desde la temporada 2023.

## Historia
El equipo fue anunciado el 12 de julio de 2022 por el Nashville SC, y ubicado en Huntsville, Alabama.
Debutó en la MLS Next Pro el 26 de marzo de 2023 ante Crown Legacy FC. Fue empate 2-2, el primer gol lo anotó Azaad Liadi.

## Estadio
El Crown Legacy FC disputa sus encuentros de local en el Joe W. Davis Stadium en Huntsville, Alabama, con una capacidad de 6 000 espectadores.

## Jugadores

### Equipo 2024
- El equipo incluye jugadores del primer equipo, además de jugadores de las juveniles y a prueba.